# Lenguas kárnicas
Las lenguas kárnicas son un grupo de lenguas de la familia pama-ñungana de las lenguas aborígenes de Australia. Según Dixon (2002), se trataría en realidad de tres familias separadas, pero Bowern (2001) establece conexiones paradigmáticas regulares entre muchas de las lenguas, demostrándolas como un grupo genealógico. Bowern los clasifica las lenguas de este grupo de la siguiente manera:
- Arabana (Wangganguru) (kárnico occidental; originalmente parte del grupo Palku)
- (Palku-Karna)
  - Palku (Karnic del Norte): Pitta Pitta, Wangka-Yutjurru (Wanggamala)
  - (Karna-orientales)
    - Karna (Karnic Central)
      - Yandruwandha (Yawarawarga)
      - Mithaka (en el norte); Diyari, Yarluyandi–Ngamini

    - Kárnico oriental: Idioma del río Wilson (Wangkumara, Bundhamara (Punthamara), Ngandangara/Yarumarra, etc.)

## Idiomas sin clasificar
Hay otras lenguas de la zona pueden ser parte de las lenguas kárnicas, pero que están demasiado mal atestiguadas para que su identificación sea segura. Breen (2007) escribe acerca de la división "karna-márica" que sería "un grupo discontinuo de lenguas, en su mayoría pobremente atestiguadas, dispersas entre las lenguas kárnicas y las máricas pero no muestran mucha conexión con una o con la otra. El único bien atestiguado es también el más remoto geográficamente, Kalkutungu". Las posibilidades enumeradas pero no incluidas en Bowern (2001) debido a la falta de materiales, e incluidas en la lista de Bowern (2011), son el birria (o pirriya/Bidia) [no el Biri/Birria del márico], el pirlatapa, el kungkari (y el kungatutyi/gungadidji, no es lo mismo que el dialecto márico), el karuwali (y el kulumali no confirmado) [incluido en el midhaga por Dixon]. Los nombres no confirmados mencionados en Bowern (2011)[cita requerida] son karangura, mayawali, y nhirrpi.
Véase también: ngura; algunas variedades son kárnicas, pero otras pueden ser máricas.